# Amtsgericht Lichtenstein
Das Amtsgericht Lichtenstein war ein Gericht der ordentlichen Gerichtsbarkeit und ein Amtsgericht in Sachsen mit Sitz in Lichtenstein/Sa.

## Geschichte
In Lichtenstein bestand bis 1879 das Gerichtsamt Lichtenstein als Eingangsgericht. Im Rahmen der Reichsjustizgesetze wurden 1879 im Königreich Sachsen die Gerichtsämter aufgehoben und Amtsgerichte, darunter das Amtsgericht Lichtenstein, geschaffen. Der Gerichtssprengel umfasste Lichtenstein, Callnberg, Bernsdorf, Heinrichsort, Hohndorf, Kuhschnappel mit dem Bade Hohenstein, Mülsen St. Jacob mit Funkenburg und Jacobshöhe, Mülsen St. Micheln, Mülsen St. Niclas, Rödlitz, Rüßdorf und Stangendorf. Das Amtsgericht Lichtenstein war eines von 16 Amtsgerichten im Bezirk des Landgerichtes Zwickau. Der Amtsgerichtsbezirk umfasste danach 23.572 Einwohner. Das Gericht hatte damals zwei Richterstellen und war ein mittelgroßes Amtsgericht im Landgerichtsbezirk. Am Gericht war eine Kammer für Handelssachen angegliedert. Zum 1. Januar 1932 übernahm das Amtsgericht Lichtenstein die Orte Neuschönburg und Ortmannsdorf vom aufgelösten Amtsgericht Wildenfels.
Mit den Durchführungsbestimmungen zur Vereinfachung der Gerichtsorganisation im Land Sachsen vom 28. Mai 1951 zur Verordnung vom 5. Mai 1951 wurde das Amtsgericht Lichtenstein zum Zweiggericht heruntergestuft. Im Jahre 1952 wurde das Amtsgericht Lichtenstein in der DDR aufgehoben und das Kreisgericht Hohenstein-Ernstthal an seiner Stelle neu geschaffen. Gerichtssprengel war nun der Kreis Hohenstein-Ernstthal.

## Gerichtsgebäude

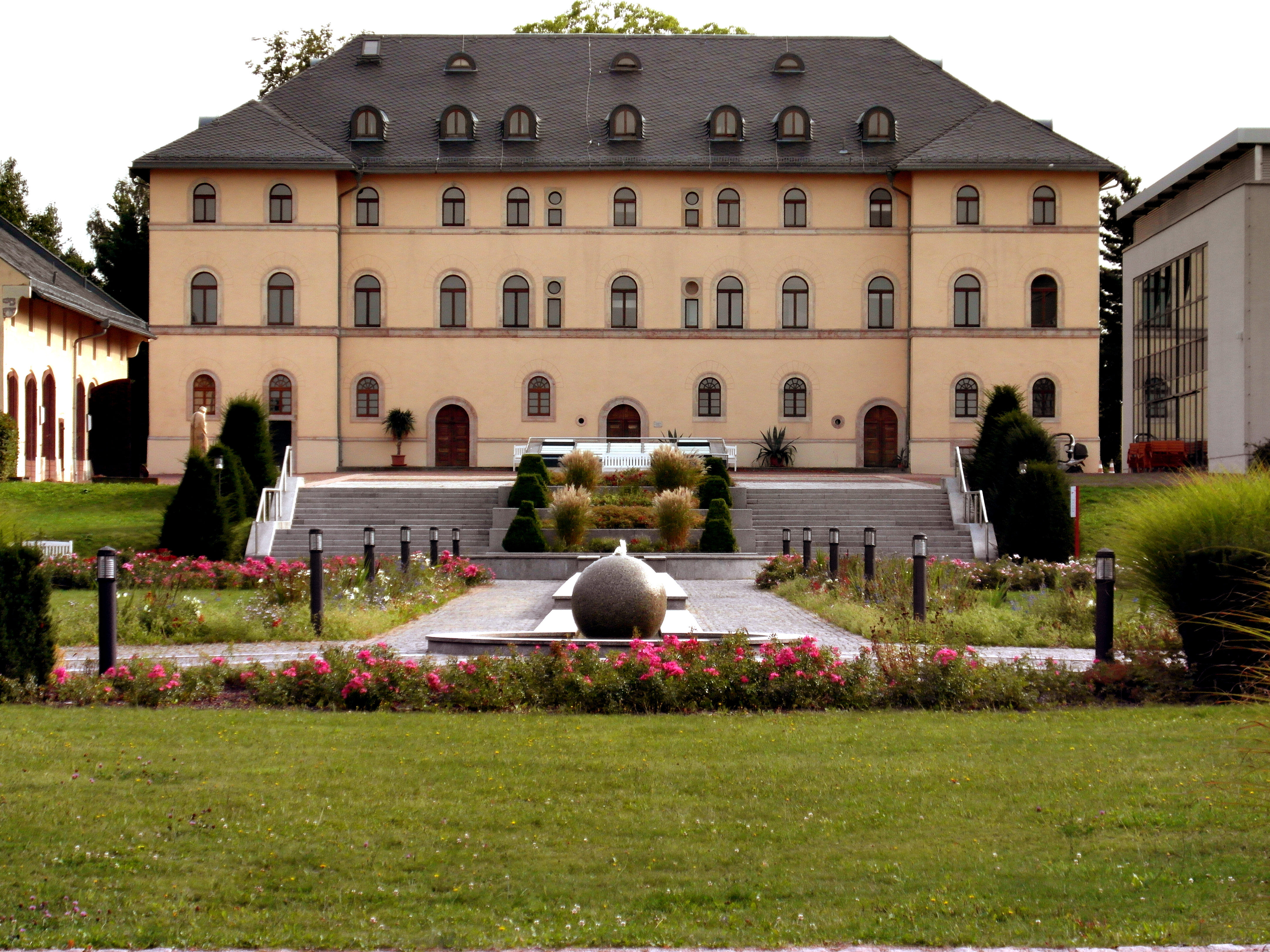
Schlosspalais Lichtenstein (2012)

Das Amtsgericht hatte seinen Sitz zunächst im 1843 erbauten Palais des Schlosses Lichtenstein. Es steht unter Denkmalschutz. Von 1886 bis 1889 wurde das neue Amtsgerichtsgebäude (Glauchauer Straße 18) gebaut. Das repräsentative Gerichtsgebäude im Stil der Neorenaissance ist baugeschichtlich und ortsgeschichtlich von Bedeutung und steht daher ebenfalls unter Denkmalschutz.